# Levone
Levone est une commune de la ville métropolitaine de Turin, dans le Piémont, en Italie.

## Administration
| Période                                  | Période  | Identité            | Étiquette | Qualité |
| ---------------------------------------- | -------- | ------------------- | --------- | ------- |
| 13 juin 2004                             | En cours | Maurizio Giacoletto |           |         |
| Les données manquantes sont à compléter. |          |                     |           |         |

### Communes limitrophes
Forno Canavese, Rivara, Rocca Canavese, Barbania.